# Aubenton
Aubenton je francouzská obec v departementu Aisne v regionu Hauts-de-France. V roce 2011 zde žilo 695 obyvatel.

## Sousední obce
Any-Martin-Rieux, Beaumé, Brunehamel, Iviers, Leuze, Logny-lès-Aubenton, Mont-Saint-Jean

## Vývoj počtu obyvatel
Počet obyvatel 